# Dannenbaumsches Haus

Das Dannenbaumsche Haus um 1900

Aufnahme von Südosten

Querschnitt durch das Gebäude

Das Dannenbaumsche Haus (Assekuranznummer 2572) war ein Patrizierhaus, in der Auguststraße 33 im Weichbild Altewiek der Stadt Braunschweig. Zumindest der Fachwerkteil wurde 1517 errichtet. Wie fast die gesamte Bebauung der Auguststraße, wurde das Haus während des verheerenden Bombenangriffs vom 15. Oktober 1944 zerstört und nie wieder aufgebaut.

## Geschichte
Das Gebäude hatte eine Breite von 20 Spann und vier Etagen, wobei die unteren beiden Geschosse als gotischer Massivbau ausgeführt waren, auf den später zwei Fachwerkgeschosse gesetzt wurden. Es wird vermutet, dass die gemauerten Untergeschosse evtl. bereits im 13. oder 14. Jahrhundert erbaut wurden. Die Rückseite des Gebäudes war jedoch gänzlich in Fachwerkbauweise ausgeführt. Die Giebelwände waren ebenfalls massiv bis zum First gemauert. Holzbildhauer Simon Stappen schuf verschiedene Schnitzereien, darunter auch den Laubstab über dem Massivbau. Auf dem Stab standen die Jahreszahl 1517 und die Inschrift „Och we kans geramen“. Über dem Tor befanden sich vier Knaggen mit figürlichen Darstellungen des heiligen Andreas, des heiligen Magnus, des heiligen Autors, dem Braunschweiger Stadtheiligen, und der heiligen Anna selbdritt. In der Diele im Erdgeschoss befand sich eine über mannshohe Balkenwaage, die über Generationen hinweg in Gebrauch war. In einer der beiden Brandmauern befand sich eine Kanonenkugel eingelassen, die 1615 bei der Belagerung der Stadt durch Truppen Herzog Friedrich Ulrichs von Braunschweig-Wolfenbüttel abgefeuert worden sein soll. Um 1880 wurde das Gebäude renoviert. Zuletzt befand sich im Haus die Zucker- und Kolonialwarenhandlung der Gebr. Dannenbaum.
Während des Zweiten Weltkrieges war im Dannenbaumschen Haus ein Luftschutzkeller mit Platz für 200 Personen eingerichtet. Ein aus den Trümmern des Hauses geborgener Laubstab befindet sich heute im Haus „Hinter der Magnikirche 2“ integriert.